# Strada statale 166 degli Alburni
La strada statale 166 degli Alburni (SS 166) è una strada statale italiana che prende il nome dal massiccio lungo cui si sviluppa.

## Storia
La strada statale 166 venne istituita nel 1953 con il seguente percorso: "Innesto con la SS. n. 18 presso la stazione di Capaccio - Roccadaspide - Bellosguardo - San Rufo - Innesto con la SS. n. 19 presso il bivio per Atena Lucana."

## Percorso

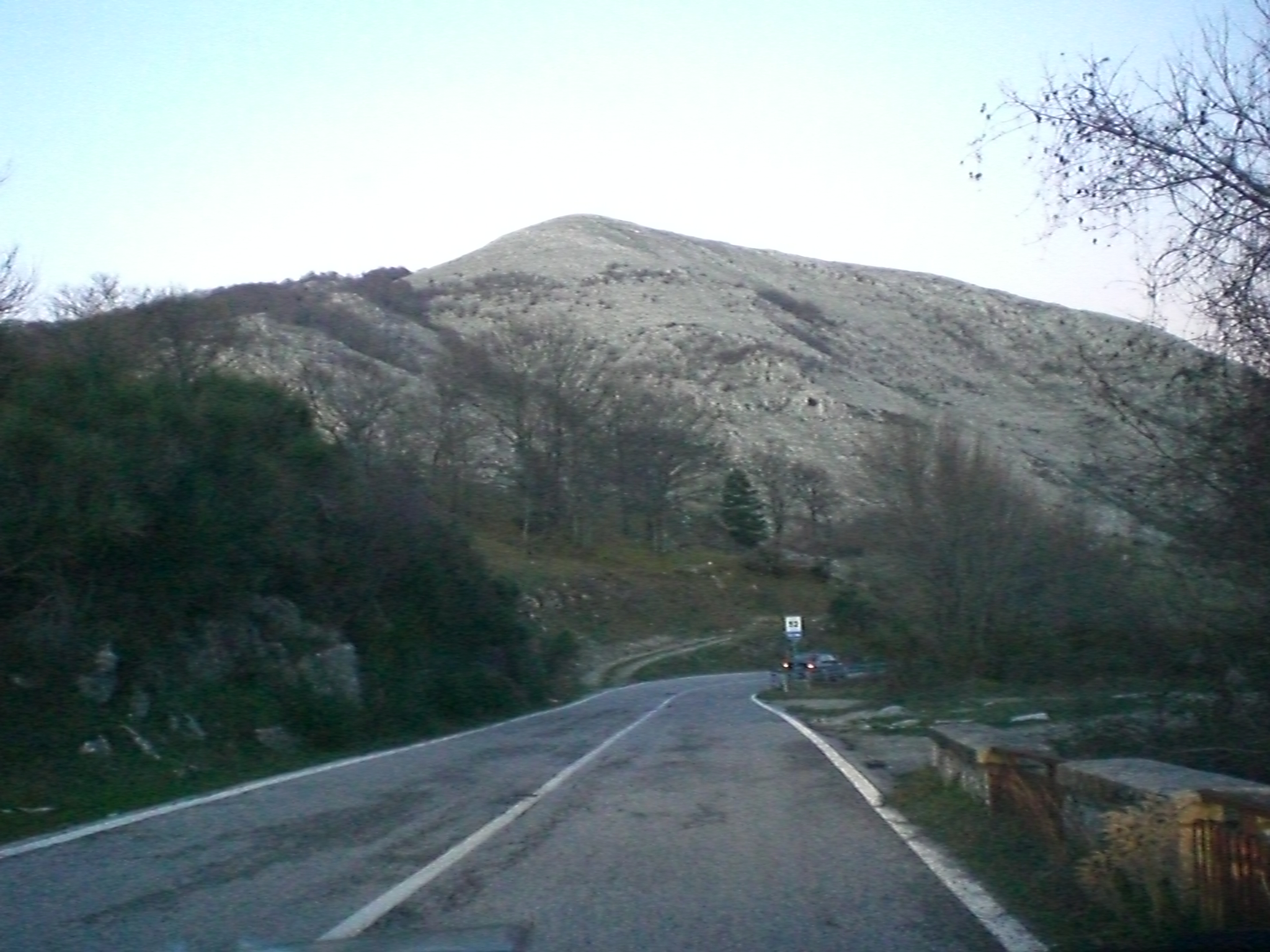
Tratto della SS 166 nei pressi del Passo della Sentinella

L'arteria stradale inizia nel comune di Capaccio presso la borgata Capaccio Scalo staccandosi dalla strada statale 18 Tirrena Inferiore per addentrarsi nel parco nazionale del Cilento, Vallo di Diano e Alburni.
Raggiunge l'abitato di Roccadaspide dove incrocia la ex strada statale 488 di Roccadaspide e prosegue lambendo Castel San Lorenzo. Superando il fiume Calore Lucano e il torrente Fasanella, arriva a Bellosguardo e al bivio per Corleto Monforte, dopo il quale la strada sale in altitudine fino al passo della Sentinella (932 m s.l.m.).
Ridiscende verso San Rufo, incrocia la ex strada statale 426 di Polla nei pressi del bivio per San Pietro al Tanagro ed infine termina il proprio percorso ad Atena Scalo, innestandosi sulla strada statale 19 delle Calabrie.
In seguito al decreto legislativo n. 112 del 1998, dal 17 ottobre 2001 la gestione è passata dall'ANAS alla Regione Campania, che nella stessa data ha ulteriormente devoluto le competenze alla Provincia di Salerno; a seguito invece del D.P.C.M. del 23 novembre 2004 la strada è stata inserita nella rete stradale di interesse nazionale tornando, dal 1º aprile 2006, sotto la gestione dell'ANAS.
La Strada Statale 166 attraversa i territori dei seguenti comuni: Capaccio, Roccadaspide, Castel San Lorenzo, Aquara, Bellosguardo, Corleto Monforte,  San Rufo e Atena Lucana.

## Tracciato
| delle Calabrie |                                              |        |      |           |
| Tipo           | Uscita                                       | km     | Note | Provincia |
|                | Tirrena Inferiore                            | 0,0    |      | SA        |
|                | Rettifilo-Vannullo                           | 1,1    |      | SA        |
|                | di Rocca d'Aspide                            | 18,8   |      | SA        |
|                | Roccadaspide                                 | 19,3   |      | SA        |
|                | Castel San Lorenzo                           | 24,3   |      | SA        |
|                | Calore Lucano                                | 26,6   |      | SA        |
|                | Fasanella                                    | 29,8   |      | SA        |
|                | Bellosguardo                                 | 38,2   |      | SA        |
|                | Corleto Monforte                             | 45,1   |      | SA        |
|                | Passo della Sentinella (980 m s.l.m.)        | 51,5   |      | SA        |
|                | San Rufo                                     | 57,2   |      | SA        |
|                | di Polla San Pietro al Tanagro Prato Perillo | 63,5   |      | SA        |
|                | Area di Servizio                             | 64,9   |      | SA        |
|                | Tanagro                                      | 66,0   |      | SA        |
|                | Area di Servizio                             | 66,4   |      | SA        |
|                | delle Calabrie di Fondo Valle d'Agri         | 67,250 |      | SA        |